# Bernard Ier de Brunswick-Lunebourg
Pour les articles homonymes, voir Bernard Ier.
 (septembre 2018).
Si vous disposez d'ouvrages ou d'articles de référence ou si vous connaissez des sites web de qualité traitant du thème abordé ici, merci de compléter l'article en donnant les références utiles à sa vérifiabilité et en les liant à la section « Notes et références ».
Bernard Ier (entre 1358 et 1364 – 11 juin 1434, Celle) est duc de Brunswick-Lunebourg de 1388 à sa mort.

## Biographie
Fils de Magnus II Torquatus et de Catherine d'Anhalt-Bernbourg, Bernard joue un rôle dans la guerre de succession du Lunebourg qui oppose la maison de Saxe-Wittenberg à la maison de Brunswick. En 1373, un traité signé à Hanovre prévoit que la principauté de Lunebourg sera gouvernée en alternance par des princes des deux maisons.
En 1385, Bernard est fait prisonnier à la suite d'une querelle qui l'oppose aux membres de la maison de Schwichelde. Il est libéré contre le paiement d'une rançon. Entre-temps, la guerre reprend entre les Saxe-Wittenberg et les Brunswick au sujet du Lunebourg. Venceslas de Saxe-Wittenberg trouve la mort au siège de Celle en 1402 et le Lunebourg est définitivement cédé à la maison de Brunswick. Bernard règne sur le Lunebourg conjointement avec son frère Henri.
Après l'assassinat en 1400 de leur frère Frédéric, Bernard et Henri ajoutent à leurs possessions la principauté de Brunswick-Wolfenbüttel et se lancent dans une expédition punitive à l'encontre de l'archevêque de Mayence Jean II de Nassau, soupçonné d'être l'instigateur du meurtre.
Jusqu'en 1409, Bernard et Henri règnent conjointement sur Lunebourg et Wolfenbüttel. En 1409, ils procèdent à un partage, et Bernard obtient le Brunswick-Wolfenbüttel. En 1428, il procède à un échange avec les fils de Henri, Guillaume Ier et Henri II, leur cédant le Wolfenbüttel et récupérant le Lunebourg sur lequel il règne jusqu'à sa mort.

## Descendance
En 1386, Bernard Ier épouse Marguerite, fille de l'électeur Venceslas de Saxe. Trois enfants sont nés de cette union :
- Othon IV (mort en 1446), duc de Brunswick-Lunebourg ;
- Frédéric II (1418-1478), duc de Brunswick-Lunebourg ;
- Catherine (morte en 1429), épouse en 1424 le duc Casimir V de Poméranie.